# Carlo Rezzonico (cardinale)

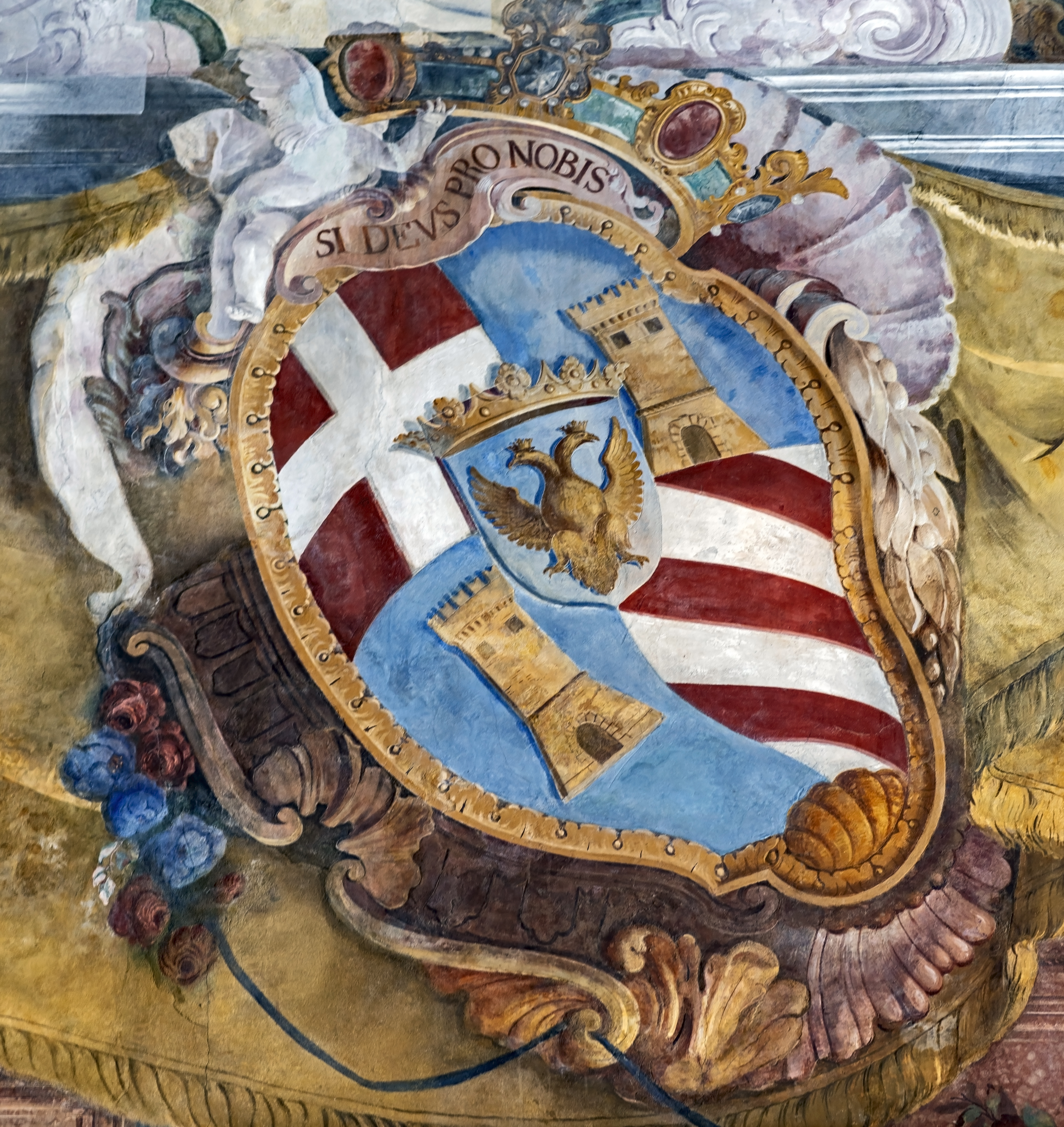
Stemma dei Rezzonico, Ca' Rezzonico, Venezia.

Carlo Rezzonico iuniore (Venezia, 25 aprile 1724 – Roma, 26 gennaio 1799) è stato un cardinale italiano, nipote di papa Clemente XIII.

## Biografia
Nacque a Venezia il 25 aprile 1724.
Papa Clemente XIII lo elevò al rango di cardinale nel concistoro del 2 ottobre 1758 e fino alla nomina del cardinale Andrea Corsini è stato il porporato italiano più giovane.
Nella sua lunga carriera ecclesiastica fu titolare di diverse chiese romane e ricoprì anche il ruolo di camerlengo della Camera Apostolica. Prese parte al conclave del 1769, da cui uscì eletto Clemente XIV, e a quello del 1774-1775, da cui uscì eletto Pio VI.
Eletto Gran Priore di Roma dell'Ordine di Malta, affidò al celebre architetto Piranesi la ristrutturazione della chiesa di Santa Maria in Aventino, della villa priorale e della contigua piazza dei Cavalieri di Malta.
Morì il 26 gennaio 1799 all'età di 74 anni.

## Genealogia episcopale e successione apostolica
La genealogia episcopale è:
- Cardinale Scipione Rebiba
- Cardinale Giulio Antonio Santori
- Cardinale Girolamo Bernerio, O.P.
- Arcivescovo Galeazzo Sanvitale
- Cardinale Ludovico Ludovisi
- Cardinale Luigi Caetani
- Cardinale Ulderico Carpegna
- Cardinale Paluzzo Paluzzi Altieri degli Albertoni
- Papa Benedetto XIII
- Papa Benedetto XIV
- Papa Clemente XIII
- Cardinale Giovanni Francesco Albani
- Cardinale Carlo Rezzonico

La successione apostolica è:
- Patriarca Federico Maria Giovanelli (1773)
- Vescovo Marco Molin, O.S.B. (1773)
- Vescovo Simon Spalatin (1775)
- Cardinale Giovanni Andrea Archetti (1775)
- Vescovo Bonifacio Da Ponte, O.S.B.Cam. (1776)
- Vescovo Giovanni Domenico Straticò, O.P. (1776)
- Vescovo Pietro Marco Zaguri (1777)
- Vescovo Girolamo Enrico Beltramini-Miazzi (1777)
- Arcivescovo Gregorio Lazzari, O.S.B. (1777)
- Vescovo Ivan Dominik Juras (1778)
- Vescovo Diodato Maria Difnico, C.R.L. (1778)
- Vescovo Bernardo Bocchini, O.F.M.Cap. (1778)
- Patriarca Francesco Maria Fenzi (1779)
- Vescovo Antonio Maria Gardini, O.S.B. (1782)
- Vescovo Francesco Saverio Cristiani, O.E.S.A. (1782)
- Vescovo Sebastiano Alcaini, C.R.S. (1785)
- Arcivescovo Nicola Buschi (1785)
- Cardinale Antonio Dugnani (1785)
- Vescovo Carlo Fabi (1785)
- Vescovo Francesco Mercati (1785)
- Cardinale Pietro Antonio Zorzi, C.R.S. (1786)
- Vescovo Bernardo Maria Carenzoni, O.S.B.Oliv. (1786)
- Arcivescovo Francesco Saverio Passari (1786)
- Vescovo Bernardino Marin, C.R.L. (1788)